# العلوم العصبية والذكاء
تشير العلوم العصبية والذكاء إلى مختلف العوامل العصبية المسؤولة بشكل جزئي عن اختلافات الذكاء بين أفراد النوع الواحد أو بين الأنواع المختلفة. ركزت أبحاث هذا المجال بشكل كبير على الأساس العصبي للذكاء البشري. شملت النهج المستخدمة تاريخيًا في دراسة العلوم العصبية الكامنة خلف الذكاء الربط بين مؤشرات الرأس الخارجية، مثل محيط الرأس، والذكاء. استخدمت هذه النهج أيضًا قياسات وزن الدماغ وحجمه بعد الموت. تركز المنهجيات الأحدث على تقصي ارتباطات الذكاء في الدماغ الحي باستخدام تقنيات مثل التصوير بالرنين المغناطيسي (إم آر آي)، والتصوير بالرنين المغناطيسي الوظيفي (إف إم آر آي)، وتخطيط كهربية الدماغ (إي إي جي)، والتصوير المقطعي بالإصدار البوزيتروني وغيره من الإجراءات غير الباضعة لبنية الدماغ ونشاطه.
تمكن الباحثون من تحديد ارتباطات الذكاء داخل الدماغ الحي ووظيفته. يشمل هذا الحجم الكلي للدماغ، وحجم المادة الرمادية، وحجم المادة البيضاء، وكفاءة المادة البيضاء، والثخانة القشرية والكفاءة العصبية. على الرغم من التقدم الهائل في فهمنا المستند إلى الأدلة للأساس العصبي للذكاء البشري خلال السنوات الثلاثين الأخيرة، ما يزال هنالك حاجة لمزيد من البحث من أجل إيجاد فهم كامل له.
خضع الأساس العصبي للذكاء أيضًا للدراسة لدى العديد من الحيوانات مثل الرئيسيات، والحيتانيات والقوارض.

## البشر

### حجم الدماغ
يشكل استخدام مقاييس حجم الدماغ إحدى الوسائل الرئيسية المستخدمة لتأسيس علاقة بين الذكاء والدماغ. استخدمت المحاولات الأولى لتحديد حجم الدماغ العديد من المقاييس المرتبطة بمؤشرات الرأس الخارجية، مثل استخدام محيط الرأس باعتباره مؤشرًا على حجم الدماغ. شملت النهج الأحدث المستخدمة في دراسة هذه العلاقة القياسات التالية للموت لوزن الدماغ وحجمه. يمتلك كل من هذه النهج العديد من نقاط القوة والضعف. أدى تطور التصوير بالرنين غير المغناطيسي كإجراء غير باضع عالي الدقة لبنى الدماغ الحي ووظائفه (باستخدام التصوير بالرنين المغناطيسي الوظيفي) إلى اعتباره النهج السائد في السابق والمفضل في قياس حجم الدماغ.
بشكل عام، يرتبط حجم الدماغ الكبير بدرجة أفضل من الوظيفة المعرفية ومعدل ذكاء أعلى. تضم المناطق الدقيقة التي تظهر علاقة قوية بين الحجم والذكاء كلًا من الفص الجبهي، والصدغي والجداري من الدماغ. خلص عدد كبير من الدراسات إلى ارتباطات إيجابية منتظمة، ما يقودنا إلى التنبؤ بارتفاع معدل الذكاء بشكل متوافق مع كبر حجم الدماغ. تشير الاختبارات عالية الجودة إلى ارتباط قدره 0.4 تقريبًا بين حجم الدماغ الكلي ومعدل الذكاء لدى الأفراد البالغين الأصحاء. وجدت دراسة واسعة النطاق (بعدد يبلغ 29 ألف) باستخدام البنك الحيوي الخاص بالمملكة المتحدة ارتباطًا بمقدار (257.). لا تعتمد قوة هذه العلاقة على الجنس، بشكل معارض لدراسات سابقة. وجدت دراسة باستخدام تصميم الأشقاء على عينتين متوسطتي الحجم أدلة على وجود علاقة سببية بحجم تأثير قدره (19.). يستبعد تصميم هذه الدراسة عوامل المشتركة التي قد تختلف بين العائلات، لكنه يبقي على العوامل المختلفة داخل العائلة الواحدة.
لا توجد معلومات كثيرة حول اختلافات المقاييس المغايرة لحجم الدماغ الكلي. أشارت مراجعة بعد تلوية بواسطة مكدانييل إلى أن الارتباط بين الذكاء وحجم الدماغ في الجسم الحي أكبر لدى الإناث (0.40) مقارنة بالذكور (0.25). وجدت نفس الدراسة أيضًا ازدياد الارتباط بين الذكاء وحجم الدماغ مع التقدم في العمر، بينما أظهر الأطفال درجات منخفضة من الارتباط. من المقترح أن الارتباط بين حجم الدماغ الكبير والذكاء المرتفع متعلق بالتباين في مناطق دماغية معينة: يؤدي قياس الدماغ بشكل كلي إلى عدم تقدير هذه الارتباطات بشكلها الصحيح. تبرز أهمية التأثيرات المتعلقة بمنطقة محددة بالنسبة للوظائف الأكثر تحديدًا من الذكاء العام. على سبيل المثال، تشير الأدلة إلى ارتباط نمو المفردات اللغوية مع كثافة المادة الرمادية التلفيف فوق الهامشي الخلفي ثنائي الجانب لدى المراهقين عند تعلمهم للكلمات الجديدة. أظهرت دراسات محدودة ارتباط التغيرات المؤقتة الملاحظة في المادة الرمادية مع تطوير المهارات الجسمية الجديدة (ألعاب الخفة) في القشرة القذالية الصدغية.
لا يمكن اعتبار حجم الدماغ مؤشرًا مثاليًا على الذكاء: تفسر العلاقة بينهما درجة بسيطة من اختلافات الذكاء – 12% إلى 36% من اختلافات الذكاء. قد تعتمد درجة الاختلافات التي يمكن تفسيرها وفقًا لحجم الدماغ على نوع الذكاء المقاس. يمكن تفسير ما يصل إلى 36% من الذكاء اللفظي بواسطة حجم الدماغ، بينما لا تتجاوز هذه النسبة 10% تقريبًا فيما يتعلق بالذكاء البصري المكاني. وجد الباحث ستيوارت ج. ريتشي في دراسة لعام 2015 إمكانية استخدام حجم الدماغ كمقياس لتفسير 12% فقط من اختلافات الذكاء بين الأفراد. تشير هذه الملاحظات إلى وجود عوامل رئيسية أخرى مغايرة لحجم الدماغ من شأنها التأثير على درجة ذكاء الفرد. وجد بيتشنيغ وآخرون (2015)، في تحليل بعد تولي كبير مكون من 88 دراسة مختلفة، وجود ارتباط بين حجم الدماغ والذكاء بمعامل ارتباط قدره 0.24، ما يعادل نسبة 6% من التباين. مع الأخذ في الحسبان كلًا من جودة القياس، ونوع العينة ونطاق معدل الذكاء، يبلغ معدل الارتباط بعد التحليلي لحجم الدماغ 4.~ لدى البالغين الأصحاء. جادل الباحث جيكوب بيتشنينغ أن قوة الارتباط الإيجابي بين حجم الدماغ ومعدل الذكاء ثابتة، لكنها تعرضت لمبالغة في تقديرها في المنشورات العلمية. أفاد بيتشنينغ أن «من المغري تفسير هذا الارتباط في سياق التطور المعرفي البشري واختلافات حجم الدماغ والقدرات المعرفية بين الأنواع، نحن نظهر عدم وجود مبرر لتفسير حجم الدماغ كمؤشر مناظر لاختلافات الذكاء».

### المادة الرمادية
خضعت المادة الرمادية للدراسة بوصفها أساسًا حيويًا محتملًا للاختلافات في الذكاء. بشكل مشابه لحجم الدماغ، ارتبط الحجم الإجمالي للمادة الرمادية إيجابًا مع الذكاء. بشكل أكثر تحديدًا، ارتبط معدل الذكاء الأعلى مع حجم المادة الرمادية القشرية الأكبر في كل من قشرة فص الجبهة والقشرة الصدغية الخلفية لدى البالغين. علاوة على ذلك، أظهر كلا نوعي الذكاء اللفظي وغير اللفظي ارتباطًا إيجابيًا مع حجم المادة الرمادية عبر الفص الجداري، والصدغي والقفوي لدى البالغين اليافعين الأصحاء، ما يشير إلى ارتباط الذكاء بمجموعة متنوعة من البنى داخل الدماغ.
من الواضح وجود اختلافات بين الجنسين فيما يتعلق بالعلاقة بين حجم المادة الرمادية والذكاء. يرتبط معدل الذكاء الأعلى لدى الرجال مع المادة الرمادية في الفصين الجداري والجبهي، بينما ترتكز الارتباطات الأكبر بين الذكاء والمادة الرمادية لدى النساء في الفص الجبهي وباحة بروكا. مع ذلك، لا تؤثر هذه الاختلافات على معدل الذكاء الإجمالي، ما يشير إلى إمكانية الوصول إلى نفس القدرات المعرفية باستخدام طرق مختلفة.
تشمل إحدى النهج المستخدمة في دراسة ارتباط المادة الرمادية مع الذكاء في مناطق الدماغ المختلفة ما يُعرف باسم قياس الأشكال المعتمد على الفوكسل (في بي إم). يمكّن هذا النهج الباحثين من تحديد المناطق المرغوبة بدقة مكانية كبيرة، ما يسمح باختبار الارتباط بين مناطق المادة الرمادية والذكاء بدقة مكانية عالية. استُخدم قياس الأشكال المعتمد على الفوكسل في ربط المادة الرمادية إيجابيًا مع الذكاء في الفص الجبهي، والصدغي، والجداري والقفوي لدى البالغين الأصحاء. استُخدمت هذه التقنية أيضًا في إثبات الارتباط الإيجابي لحجم المادة الرمادية في المنطقة الإنسية من قشرة فص الجبهة القشرة الإنسية الظهرية لفص الجبهة مع الذكاء لدى مجموعة مكونة من 55 فرد من البالغين الأصحاء. استُخدمت التقنية أيضًا بنجاح في تأسيس ارتباط إيجابي بين حجم المادة الرمادية في القشرة الحزامية الأمامية والذكاء لدى مجموعة من الأطفال الذين تتراوح أعمارهم بين 5-18 سنة.
أظهرت المادة الرمادية أيضًا ارتباطًا إيجابيًا مع الذكاء لدى الأطفال. وجد ريس وزملاؤه ارتباط حجم المادة الرمادية في قشرة فص الجبهة بشكل كبير مع اختلافات الذكاء بين الأطفال الذين تتراوح أعمارهم بين 4 و17 سنة، بينما أظهرت المادة الرمادية تحت القشرية درجة ارتباط أقل مع الذكاء. اختبر فرانغو وزملاؤه العلاقة بين المادة الرمادية والذكاء لدى الأطفال واليافعين الذين تتراوح أعمارهم بين 12 و21، ووجد أن المادة الرمادية في القشرة الجبهية الحجاجية، والتلفيف الحزامي، والمخيخ والمهاد مرتبطة إيجابًا مع الذكاء، بينما ارتبطت المادة الرمادية في النواة الذنبية سلبًا مع الذكاء. مع ذلك، تتطور العلاقة بين حجم المادة الرمادية والذكاء مع مرور الزمن، إذ يتعذر ملاحظة أي علاقة إيجابية هامة بين حجم المادة الرمادية والذكاء لدى الأطفال دون سن 11 سنة.
تمثل فرضية الكفاءة العصبية العامل التحذيري الكامن خلف أبحاث العلاقة بين حجم المادة الرمادية والذكاء. تشير النتائج المتعلقة بقدرة الأفراد الأذكياء على استخدام عصبوناتهم بكفاءة عالية إلى عكس العلاقة بين المادة الرمادية والذكاء للاستبعاد الانتقائي للمشابك غير المستخدمة، ما ينتهي بتحسين دوائر الدماغ.